# Wola Uhruska (gmina)
Wola Uhruska (do 1954 gmina Sobibór) – gmina wiejska w województwie lubelskim, w powiecie włodawskim. W latach 1975–1998 gmina położona była w województwie chełmskim.
Siedziba gminy to Wola Uhruska.
Według danych z 30 czerwca 2004gminę zamieszkiwały 4223 osoby.

## Ochrona przyrody
Na obszarze gminy znajdują się następujące rezerwaty przyrody:
- rezerwat przyrody Brudzieniec – chroni jeziora z otaczającym je torfowiskiem, na którym występują rzadkie gatunki roślin;
- częściowo rezerwat przyrody Trzy Jeziora – chroni część obszaru Polesia z rzadkimi i chronionymi gatunkami roślin i zwierząt.

## Struktura powierzchni
Według danych z roku 2002gmina Wola Uhruska ma obszar 150,86 km², w tym:
- użytki rolne: 49%
- użytki leśne: 38%

Gmina stanowi 12,01% powierzchni powiatu.

## Demografia

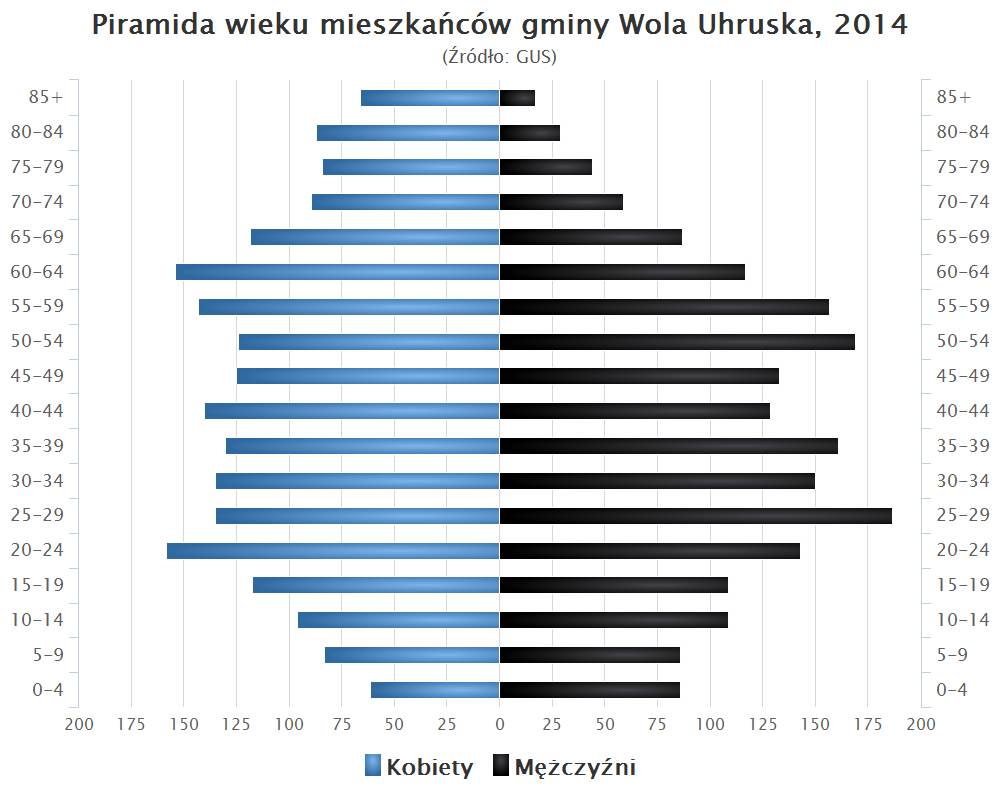
Piramida wieku mieszkańców gminy Wola Uhruska w 2014 roku

Dane z 31 grudnia 2017 roku:
| Opis                              | Ogółem | Ogółem | Kobiety | Kobiety | Mężczyźni | Mężczyźni |
| --------------------------------- | ------ | ------ | ------- | ------- | --------- | --------- |
| jednostka                         | osób   | %      | osób    | %       | osób      | %         |
| populacja                         | 3 878  | 100    | 1 987   | 51,2    | 1 891     | 48,8      |
| gęstość zaludnienia (mieszk./km²) | 26     | 26     | 14      | 14      | 12        | 12        |

## Sołectwa
Bytyń, Józefów, Kosyń, Macoszyn Duży, Majdan Stuleński, Mszanka, Mszanna, Mszanna-Kolonia, Piaski, Potoki, Siedliszcze, Stanisławów, Stulno, Uhrusk, Wola Uhruska, Zbereże.

## Pozostałe miejscowości
Folwark, Huta, Łan, Małoziemce, Nadbużanka, Piaski Uhruskie, Przymiarki, Sołtysy, Stara Wieś, Stare Stulno, Zagóra, Zagrzędy, Zastawie.

## Sąsiednie gminy
Hańsk, Ruda-Huta, Sawin, Włodawa. Gmina sąsiaduje z Ukrainą.